# Ann-Christine Kihl
Sally Ann-Christine Kihl, född 4 oktober 1953 i Filipstad, är en svensk journalist och författare.
Ann-Christine Kihl studerade statsvetenskap och litteraturvetenskap på Uppsala universitet 1976–1979, med en kandidatexamen 1979. Hon var journalist på Vestmanlands Läns Tidning 1981–april 2016.
Hon fick 2010 Wendelapriset för bästa socialreportage i tryckt svensk press för reportaget ”Vem ska rädda Sara?” i Vestmanlands Läns Tidning I juli 2009.